# بیت‌الحکمه
بیت‌الحکمه (سرای خرد) یا دارالحکمه کتابخانه و مرکز علمی دوران طلایی اسلام در بغداد بود که از ۷۶۲ تا ۱۲۵۸ میلادی به مدت ۵ سده مرکز تجمع دانشمندان از سراسر جهان بود که به وارد کردن علوم شرق و غرب توسط ترجمه و ویرایش متون و فعالیت علمی اقدام می‌کردند و از نتایج آن اختراع های دوران طلایی اسلام است.

## تاریخچه
خلیفه منصور در سال ۷۶۲ میلادی شهر بغداد را به‌عنوان پایتخت خلافت بنا نهاد. در ابتدا بسیاری از اصول دیوانی از ساسانیان اقتباس شد و به فارسی بود. بتدریج تفاوت زبان روزمره و دیوانی آنها را مجبور کرد شروع به ترجمه آثار به عربی کنند و این به آثار یونانی و سریانی و سانسکریت و زبانهای دیگر کشیده شد. اهمیت دادن خلفا مخصوصاً منصور و هارون الرشید و مأمون به علم و همچنین مرکزیت و رونق بغداد باعث می‌شد تمامی دانشمندان سراسر جهان از آنجا دیدار کرده و علوم به این شکل تبادل می‌شدند و این باعث گسترش بیش از پیش کتابخانه و مرکز علمی می‌شد.

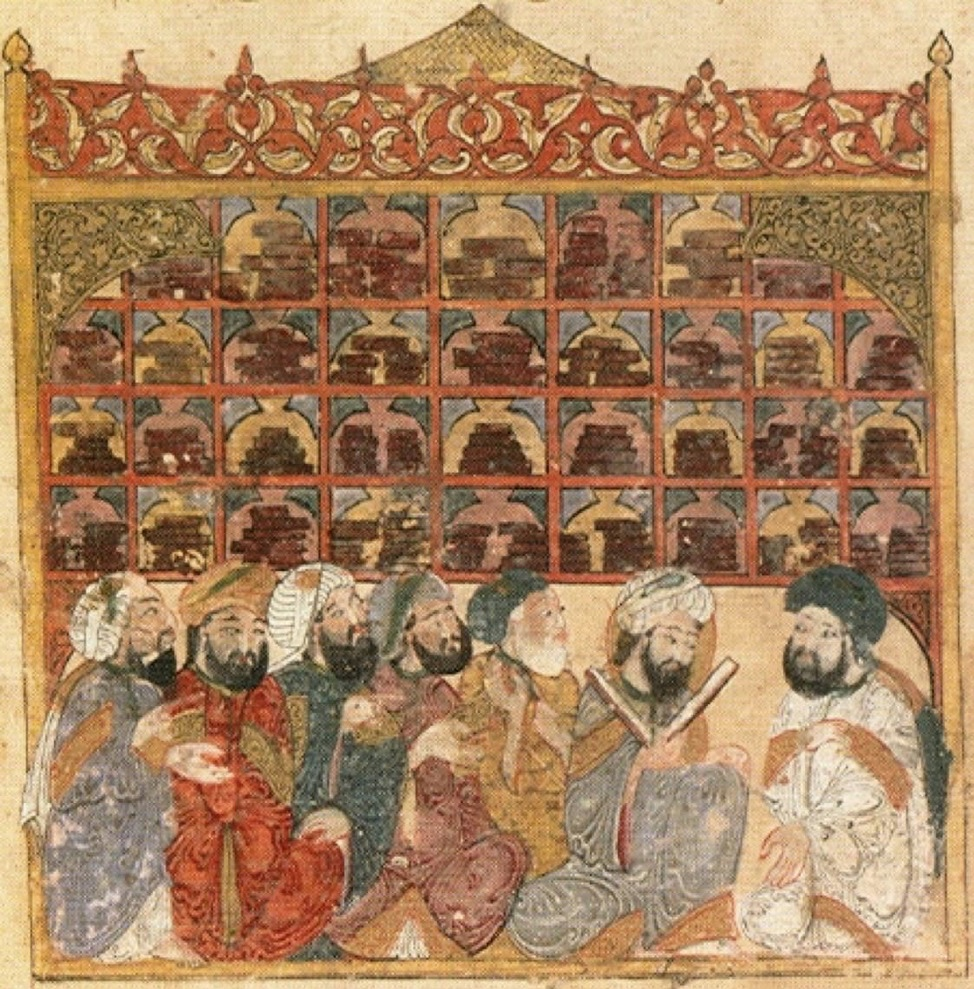
تصویری از کتاب مقامات الحریری که حضور دانشمندان در کتابخانه بغداد را نشان می‌دهد

این مرکز از زمان منصور شروع به رشد کرد به هارون الرشید رسید سپس در زمان مأمون به اوج خود رسید و در دوران معتصم و واثق که اعتزالی بودند پشتیبانی می‌شد. خلیفه متوکل که بعداز واثق آمد اشاعری و سنت گرا بود برای همین از روش علمی کمتر پشتیبانی می‌کرد که باعث ضعف علمی مرکز شد.

## ویژگی‌ها
بیت‌الحکمه در اوج خود بزرگترین کتابخانه جهان بود که دانش‌های ریاضیات، ستاره‌شناسی، پزشکی، شیمی، جغرافیا، فلسفه، ادبیات، هنر، و کیمیاگری را در بر می‌گرفت.
مهمترین تأثیر آن بر ریاضیات و پیدایش مفاهیم ریاضی مانند صفر و دستگاه عددنویسی هندی-عربی است که امروز در سراسر جهان استفاده می‌شود.
لئوناردو فیبوناچی پس از تحصیل در این دانشگاه به اروپا بازگشت و با انتشار کتاب لیبراآباکی (کتاب محاسبات) با معرفی دستگاه عددنویسی هندی-عربی را به اروپایی‌ها و پیشنهاد کرد که این دستگاه، جایگزین دستگاه عددنویسی رومی شود.
|  | لحن یا سبک این مقاله بازتاب‌دهندهٔ لحن دانشنامه‌ای استفاده‌شده در ویکی‌پدیا نیست. لطفاً کلمات ستایش‌گونه و غیر ادبی و عبارت‌های نادانشنامه‌ای را بزدایید. برای راهنمایی بیشتر راهنمای نوشتن مقاله‌های بهتر و لحن بی‌طرف را ببینید. (چگونگی و زمان حذف پیام این الگو را بدانید) |

## نهضت ترجمه
نهضت ترجمه به فرایند انتقال علم از تمدنهای ایرانی و یونانی و رومی به تمدن اسلامی از طریق ترجمه و انتشار آثار علمی گفته می‌شود که از زمان منصور عباسی (قرن هشتم میلادی) در دارلحکمه بغداد شروع شد و در زمان مأمون به اوج رسید تا اینکه در ۱۲۵۸ میلادی با یورش مغول و تخریب دارلحکمه بپایان رسید

### شروع نهضت ترجمه
- وجود فرهنگ تساهل و تسامح
- ۳۰ سال بعد از درگذشت محمد تمدن اسلامی بخش قابل توجهی از جهان را دربر گرفت و رشد روزافزون آن نیاز به علم را بیشتر می‌کرد.
- در اواخر قرن اول تصمیم بر آن شد که زبان عربی به‌عنوان زبان مشترک همگان شناخته شده امور دیوانی عربی شود.
- نیاز به پیدا کردن زمانهای نماز و روزه و مکانهای عبادت و قبله اقتضا می‌کرد که متون پزشکی و نجومی فوری ترجمه شوند.
- تربیت و آموزش مترجم، هزینه چندانی نداشت؛ زیرا پرداخت‌هایی که دربرابر ترجمه‌های انجام شده صورت می‌گرفت هنگفت بود و افراد را تحریص می‌کرد. به‌عنوان مثال مأمون در برابر هر ترجمه و تصحیحی که ابن اسحاق انجام می‌داد هم وزن کتاب به وی طلا می‌داد[۵]
- منصور، بغداد را در ۱۴۵ هجری تأسیس کرد. او می‌خواست پایتختش شهره آفاق باشد از این رو گروهی از دانشمندان و واعظان و نحویان و محدثان و قاریان را از بصره و کوفه، که پیش از آن مراکز علمی جهان اسلام بودند، به بغداد دعوت کرد.
- پیروزی عباسیان بر امپراتوری چین (سلسله تانگ) در نبرد طراز ۷۵۱ میلادی باعث اسارت چینیانی شد که طریقه کاغذسازی را به مسلمین آموختند و به‌سرعت کارخانجات کاغذ سازی رواج پیدا کرد و انتشار و نگهداری کتاب را آسان نمود.[۶]
- بیماری منصور موجب شد تا رئیس دانشگاه و بیمارستان جندی شاپور، جرجیس بن بختیشوع به بغداد دعوت شود و در آنجا بماند، بدین ترتیب بغداد با جندی شاپور ارتباط یافت.
- حضور برمکیان (که از مرو آمده بودند) در دستگاه خلافت عباسی باعث ارتباط بغداد با مرو شد.

### روش کار
کتابخانه بیت الحکمه مملو از نویسندگان و مترجمین و کتابهایی از تمدنهای یونانی، ایرانی و هندی بود.
روش کار بسیار دقیق بود. بسته به رشته کتاب در حال ترجمه، شخص یا گروهی مسئول این ترجمه‌ها می‌شدند.
به عنوان مثال،
آثار مهندسی و ریاضی: محمد بن موسی ابن شاکر (بنو موسی)
فلسفه و نجوم: ابن فرخان طبری و الکندی
پزشکی: ابن اسحاق الحرانی و حنین ابن اسحاق
مترجمان از هر گروه فرهنگی، مذهبی و قومی بودند. در بین آنها زردشتی، یهودی مسیحی و مسلمانان بودند، که تلاش گروهی می‌کردند.
این ترجمه‌ها برای فردی با دست خط بسیار دقیق و ماهر ارسال می‌شدند. پس از اتمام نگارش، جلد شده و تزئین و فهرست بندی می‌شدند و در بخش خاصی از کتابخانه قرار می‌گرفتند. معمولاً چندین نسخه از کتاب نیز برای توزیع در سراسر خلافت نوشته می‌شد.

## فهرست دانشمندان و مترجمین دارالحکمه
1. بنوموسی (۸۰۳–۸۷۳)
2. ابن مقفّع (۶۹۰–۷۵۶)
3. ثابت بن قره (۸۲۶–۹۰۱)
4. حنین بن اسحاق (۸۰۹–۸۷۳)
5. محمد بن موسی خوارزمی (۷۸۰–۸۵۰)
6. ابن فرخان طبری (۷۶۲–۸۱۵)
7. یعقوب بن إسحاق الصبّاح الکندی (۸۰۱–۸۷۳)
8. یحیی ابن بطریق (۷۹۶–۸۰۶)
9. ابراهیم فزاری (۷۰۰–۷۷۷)
10. محمدبن ابراهیم فزاری (۷۲۰–۷۹۶)
11. یحیی‌بن عدی (۸۹۳–۹۷۴)
12. ابن زرعه (۹۴۳–۱۰۰۸)
13. ابن خمار (۹۴۲ – ۱۰۱۷)
14. ابوعلی حبوبی
15. حسن ابن سهل
16. متی ابن یونس
17. سنان ابن ثابت (فرزند ثابت ابن قره)
18. حسن ابن موسی نوبختی
19. ابن ماسویه
20. اصطفن بن بسیل
21. موسی بن خالد
22. ابوعثمان عمر ابن بحر (جاحظ)
23. امام محمد غزالی
24. ابن کثیر فرغانی
25. یعقوب ابن طارق
26. عبدالرحمن صوفی
27. سند ابن علی
28. یحیی بن ابی‌منصور
29. خالد بن عبدالملک مرورودی
30. ابوبکر کرجی
31. محمد بن جابر بن سنان بتانی
32. ابوبکر حاسب (Albubather)
33. عبدالعزیز قبیسی (Al-Qabisi)
34. ابوالوفا محمد بوزجانی
35. ابن ربن طبری
36. سهل ابن بشر
37. ابومشعر بلخی
38. حجاج بن یوسف بن مطر
39. قسطا بن لوقا
40. جابر ابن حیان
41. عمرخیام
42. ابومعشر بلخی
43. ماشاالله ابن اثری
44. امین‌الدوله بن تلمیذ
45. شاپور بن سهل
46. ابراهیم بن سنان بن ثابت بن قرّه
47. علی بن عباس مجوسی
48. صاعد بن بشر بن عبدوس
49. خطیب بغدادی
50. ابومنصور بغدادی
51. ابوالحسن احمد بن ابراهیم اقلیدسی
52. علی بن حسین مسعودی
53. سموأل بن یحیی مغربی
54. ابوسهل ویجن بن رستم کوهی
55. ابن حوقل
56. زمخشری
57. ابن شجری
58. احمدبن یحیی بلاذری
59. هشام کلبی
60. ابوالعباس ثعلب
61. ابوالفرج اصفهانی
62. ابن خردادبه
63. ابن فوطی
64. الحمیدی اندلسی
65. ابن خشاب بغدادی
66. ابوالحسن علی بن احمد نسوی
67. زکریای قزوینی
68. یعقوب بن اسحاق اهوازی
69. ابن کمونه
70. محمد بن عبدالکریم شهرستانی
71. ابن قتیبه دینوری
72. ابن اعلم
73. ابن راوندی
74. ابن سیار الوراق
75. محمد بن حسن البغدادی
76. مؤیدالدین بن العلقمی
77. ابراهیم بن سیار معتزلی

## فهرست دانشمندان مؤثر خارج از بغداد
1. ابوسعید سجزی
2. ابوالقاسم زهراوی
3. ابویوسف کندی
4. ابن سینا
5. خواجه نصیرالدین طوسی
6. ابن بیطار
7. ابوریحان بیرونی
8. شریف ادریسی
9. ابن شاطر
10. عبدالرحمن صوفی
11. عمرخیام
12. ابوبکر کرجی
13. کوشیار گیلانی
14. شرف‌الدین طوسی
15. ابن ماجد
16. جابر بن حیان
17. محمد ابن زکریای رازی
18. ابن هیثم
19. تقی الدین
20. بدیع الزمان جزری
21. خازنی
22. عمار موصلی
23. لسان الدین
24. احمد ابن ابی اشعث
25. حسن رماح
26. ابن زهر
27. جمال‌الدین بخاری
28. جابرابن افلح
29. ابوعلی حسن مراکشی
30. ابن صاعد رحبی
31. ابومحمود حامد بن خضر خجندی
32. حکیم مجریطی
33. اصبغ المهری
34. علم الدین الحنفی
35. زین‌الدین آمدی
36. عبد العزیز بن ابی الصلت
37. مساویه ماردینی
38. جمال الدین قفطی
39. یاقوت حموی
40. ابن بشکوال
41. شمس الدین مقدسی
42. ابواسحاق ابراهیم بن محمد فارسی اصطخری
43. اسماعیل بن علی ابوالفدا
44. جلال‌الدین سیوطی
45. اسماعیل جرجانی
46. ابن فقیه همدانی
47. ابوعلی مسکویه
48. ابوسلیمان سجستانی
49. ابوحیان توحیدی
50. ابن سعید مغربی
51. ابن رشد
52. ابن میمون
53. ابن طفیل
54. ابن بصال
55. ابن العوام
56. ابن وحشیه
57. ابوبکر احمد رازی
58. ابوالحسن ابن علی قلصادی
59. ابوبکر زبیدی
60. ابن حیان قرطبی
61. ابن قوطیه
62. ابن فرضی
63. ابوطاهر سلفی
64. ابوالحسن بیهقی
65. فصیح خوافی
66. تقیه صوریه
67. ابن قلاقس اسکندری
68. ابن عبری
69. ابوکامل مصری
70. ابن بنای مراکشی
71. علم الدین الحنفی (تعاسیف)
72. ابوحنیفه دینوری
73. محمدبن حصار مراکشی
74. ابن مضاء
75. بهاءالدین مروزی
76. شرف‌الزمان طاهر مروزی
77. ابن جبیر
78. ناصر خسرو
79. محمد بن أسلم الغافقی
80. ابومنصور موفق هروی
81. بدیع‌الزمان همدانی
82. قاسم بن علی حریری
83. ابن یونس مصری
84. ابن القف کرکی
85. ابوالقاسم انطاکی
86. علی بن عیسی کحال
87. ابن رسته
88. ابن ابی اصیبه

## تأثیر ایرانیان
برمکیان در زمان وزارت خود در دربار هارون الرشید علاوه بر دعوت از دانشمندان، بانی نهضت ترجمه، گردآوری، و ترجمهٔ کتاب‌های خطی از زبان یونانی، سریانی و پهلوی به عربی بودند. حضور آنها باعث ارتباط بیشتری با ایرانیان شد.
به‌دلایل زیر بسیاری از دانشمندان دارلحکمه ایرانیان بودند:
1. نزدیکی بغداد به ایران
2. مساحت زیاد ایران نسبت به سرزمینهای دیگر و طبیعتاً بیشتر بودن جمعیت آن
3. خوشی آب و هوای ایران و طبیعتاً بیشتر بودن جمعیت آن نسبت به سرزمینهای دیگر
4. وجود زمینه‌های علمی از طریق دانشگاه جندی شاپور

ایرانیان به‌همراه دانشمندانی از مصر و سوریه و اسپانیا و مراکش و یمن و عربستان در آنجا کار علمی می‌کردند.

## ویرانی
این کتابخانه در جریان سقوط بغداد به دست لشکریان هولاکو خان در سال ۶۵۶ قمری (۱۲۵۸ میلادی) ویران شده و هیچ اثری از آن وجود ندارد.
مغولان مرکز را خراب کرده کتاب‌ها را در رود دجله انداختند و تعداد کتب به حدی بود که رود دجله در آن روز از مرکب آن‌ها سیاه شد.
این کتابخانه بقدری بزرگ بود که فقط خواجه نصیرالدین طوسی موفق شد قبل از سقوط شهر چهارصد هزار جلد کتاب را به مراغه منتقل کند.

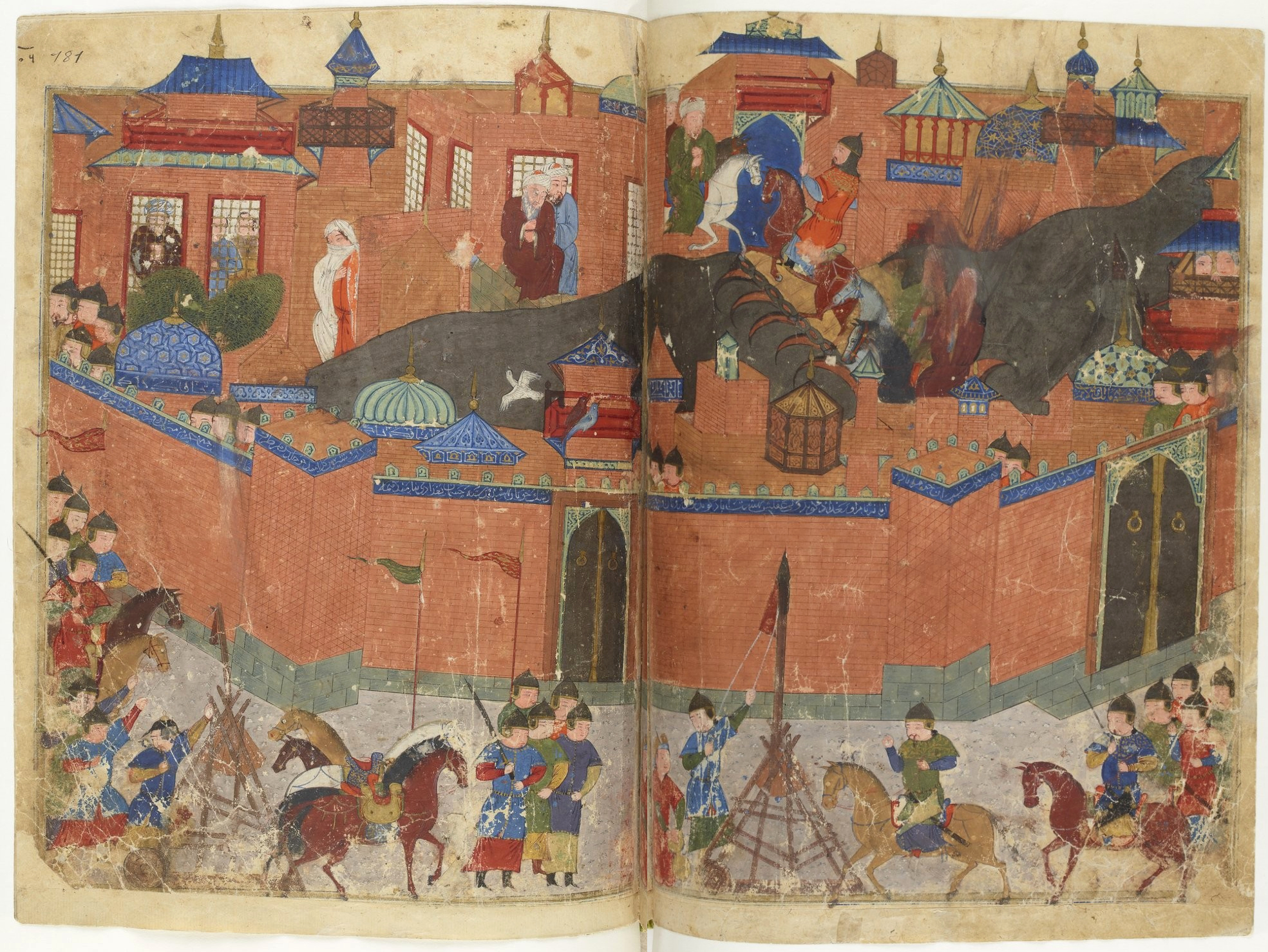
سقوط بغداد توسط مغولان در ۱۲۵۸ م و اتمام دوران علمی

## بیت الحکمه جدید
بیت‌الحکمه جدید در سال ۱۹۹۵ میلادی با الهام از بیت الحکمه اصلی در بغداد ایجاد شد.
بررسی و پژوهش در حوزه‌هایی چون تاریخ عراق، تمدن عربی ـ اسلامی، میراث عربی ـ اسلامی، گفت‌وگوی بین تمدن‌ها و ادیان، رصد تحولات سیاسی و اقتصادی، انجام پژوهش‌های ویژه در مورد مشکلات و پدیده‌های اجتماعی، حقوق بشر و آزادی‌های بنیادین و ارائه توصیه‌های ویژه در فرایند تصمیم‌گیری به سیاست‌گذاران و مسئولان حکومتی، از جمله اهداف آن هستند.
بیت‌الحکمه جدید از هشت گروه مطالعاتی تاریخی، فلسفه، ادیان و مذاهب، اقتصادی، اجتماعی، حقوقی، ترجمه و سیاسی تشکیل شده‌است.